# Jurij Kusjnerjov
Jurij Kusjnerjov (russisk: Юрий Сергеевич Кушнерёв) (født 3. oktober 1937 i Moskva i Sovjetunionen, død 6. januar 2019 i Moskva i Rusland) var en sovjetisk filminstruktør og skuespiller.

## Filmografi
- Moj ljubimyj kloun (Мой любимый клоун, 1986)[2][3]